# Dallas Cowboys
Dallas Cowboys er et professionelt amerikansk fodboldhold med base i Arlington i delstaten Texas. De spiller deres hjemmekampe i forstaden Arlington. De er medlem af NFC East under National Football Conference (NFC) i National Football League (NFL). De blev en del af NFL i 1960
Holdet er blevet omtalt med øgenavnet Amerikas Hold. Navnet stammer fra en portrætfilm hvor de blev omtalt som at have så mange optrædener på tv at de blev lige så kendte som præsidenter og skuespillere.
Ifølge opgørelse foretaget af Forbes i 2008, er Dallas Cowboys det mest værdifulde sportshold i USA med en værdi på 1,6 mia. USD (1,74 mia. i 2013-dollars). Målt på omsætning og driftsresultat overgås de dog af Washington Redskins med hhv. 327 mio. og 58,1 mio. USD (hhv. 355 mio. og 63 mio. i 2013-dollars).
De har vundet Super Bowl fem gange; i 1971 (VI), 1977 (XII), 1992 (XXVII), 1993 (XXVIII) og 1995 (XXX)
Dallas har profiler som Dak Prescott (quarterback), DeMarcus Ware (linebacker), Jason Witten (tight end), samt Miles Austin og Amari Cooper (wide receivere).